# Danke-für-das-Buch-Medaille
Die Danke-für-das-Buch-Medaille (finnisch Kiitos kirjasta -mitali, schwedisch Tack för boken-medaljen) ist ein Literaturpreis in Finnland. Die 1966 zuerst vergebene Auszeichnung wird jährlich gemeinsam durch den nationalen Buchhandelsverband (Kirjakauppaliitto/Bokhandelsförbundet), den Bücherverband Libro und den Bibliothekenverband (Suomen kirjastoseura/Finlands biblioteksförening) vergeben. Geehrt werden finnische Schriftsteller für ein Werk des Vorjahres in finnischer oder schwedischer Sprache. Der Preis ist undotiert und besteht aus einer Urkunde und einer bronzenen Medaille. Diese wurde vom finnischen Heraldiker Olof Eriksson entworfen, hat eine Schneeflocke auf der einen Seite und eine lateinische Inschrift (Bibliothecarii Bibliopolae Finlandiae Libro Lecto Nvmmvm Grata Mente Dono Dedervnt) auf der anderen Seite.

## Preisträger
| Jahr | Preisträger                        | Originaltitel                           | Originalsprache      | Deutscher Titel                                                                     |
| ---- | ---------------------------------- | --------------------------------------- | -------------------- | ----------------------------------------------------------------------------------- |
| 1966 | Gunnar Mattsson Jaakko Syrjä       | Prinsessa Nuori metsästäjä              | Schwedisch Finnisch  | Die Prinzessin: Ein Bericht (Darmstadt 1967, Schneekluth)                           |
| 1967 | Marianne Alopaeus                  | Mörkrets kärna                          | Schwedisch           |                                                                                     |
| 1968 | Anu Kaipainen Marja-Liisa Vartio   | Arkkienkeli Oulussa Hänen olivat linnut | Finnisch Finnisch    |                                                                                     |
| 1969 | Eila Pennanen                      | Tilapää                                 | Finnisch             |                                                                                     |
| 1970 | Kalle Päätalo                      | Mustan lumen talvi                      | Finnisch             |                                                                                     |
| 1971 | Lassi Sinkkonen                    | Solveigin laulu                         | Finnisch             | Solveigs Lied (Berlin 1981, Volk und Welt)                                          |
| 1972 | Christer Kihlman                   | Människan som skalv                     | Schwedisch           |                                                                                     |
| 1973 | Eeva-Liisa Manner                  | Varokaa, voittajat                      | Finnisch             |                                                                                     |
| 1974 | Heikki Turunen                     | Simpauttaja                             | Finnisch             |                                                                                     |
| 1975 | Eeva Joenpelto                     | Vetää kaikista ovista                   | Finnisch             |                                                                                     |
| 1976 | Christer Kihlman                   | Dyre prins                              | Schwedisch           |                                                                                     |
| 1977 | Elina Karjalainen                  | Ihmisen ääni                            | Finnisch             |                                                                                     |
| 1978 | Matti Pulkkinen                    | Ja pesäpuu itki                         | Finnisch             |                                                                                     |
| 1979 | Märta Tikkanen                     | Århundradets kärlekssaga                | Schwedisch           | Die Liebesgeschichte des Jahrhunderts (übers. v. Verena Reichel)                    |
| 1980 | Eeva Tikka                         | Hiljainen kesä                          | Finnisch             |                                                                                     |
| 1981 | Orvokki Autio                      | Viistotaival                            | Finnisch             |                                                                                     |
| 1982 | Saara Finni                        | Suruvaippa                              | Finnisch             |                                                                                     |
| 1983 | Antti Tuuri                        | Pohjanmaa                               | Finnisch             |                                                                                     |
| 1984 | Eila Kostamo                       | Vaiteliaat vuodet                       | Finnisch             |                                                                                     |
| 1985 | Anna-Leena Härkönen                | Häräntappoase                           | Finnisch             |                                                                                     |
| 1986 | Leena Krohn                        | Tainaron                                | Finnisch             |                                                                                     |
| 1987 | Antti Hyry                         | Kertomus                                | Finnisch             |                                                                                     |
| 1988 | Bo Carpelan                        | Axel                                    | Schwedisch           | Axel (Münster 1997, Pettersson, ISBN 3-930704-51-X)                                 |
| 1989 | Timo Pusa                          | Tatuoitu sydän                          | Finnisch             |                                                                                     |
| 1990 | Ulla-Lena Lundberg                 | Leo                                     | Schwedisch           |                                                                                     |
| 1991 | Benedict Zilliacus                 | Båten i vassen                          | Schwedisch           |                                                                                     |
| 1992 | Leena Lander                       | Tummien perhosten koti                  | Finnisch             | Die Insel der schwarzen Schmetterlinge (München 1998, Goldmann, ISBN 3-442-75019-9) |
| 1993 | Lars Sund                          | Colorado Avenue                         | Schwedisch           | Der Kanisterkönig (Stuttgart 2001, DVA, ISBN 3-421-05189-5)                         |
| 1994 | Anja Snellman (als Anja Kauranen)  | Ihon aika                               | Finnisch             | Zeit der Haut (München 2001, Goldmann, ISBN 3-442-75047-4)                          |
| 1995 | Monika Fagerholm                   | Underbara kvinnor vid vatten            | Schwedisch           |                                                                                     |
| 1996 | Sisko Istanmäki                    | Liian paksu perhoseksi                  | Finnisch             |                                                                                     |
| 1997 | Kjell Westö                        | Drakarna över Helsingfors               | Schwedisch           |                                                                                     |
| 1998 | Kari Hotakainen                    | Klassikko                               | Finnisch             |                                                                                     |
| 1999 | Preis nicht vergeben               | Preis nicht vergeben                    | Preis nicht vergeben | Preis nicht vergeben                                                                |
| 2000 | Preis nicht vergeben               | Preis nicht vergeben                    | Preis nicht vergeben | Preis nicht vergeben                                                                |
| 2001 | Pirjo Hassinen                     | Mansikoita marraskuussa                 | Finnisch             |                                                                                     |
| 2002 | Eeva Kilpi                         | Rajattomuuden aika                      | Finnisch             |                                                                                     |
| 2003 | Ranya Paasonen (als Ranya ElRamly) | Auringon asema                          | Finnisch             | Der Stand der Sonne (München 2004, dtv, ISBN 3-423-24398-8)                         |
| 2004 | Rakel Liehu                        | Helene                                  | Finnisch             |                                                                                     |
| 2005 | Hannu Väisänen                     | Vanikan palat                           | Finnisch             |                                                                                     |
| 2006 | Risto Isomäki                      | Sarasvatin hiekkaa                      | Finnisch             | Die Schmelze (Köln 2008, Bastei Lübbe, ISBN 3-404-92285-9)                          |
| 2007 | Reko und Tina Lundán               | Viikkoja, kuukausia                     | Finnisch             |                                                                                     |
| 2008 | Sirpa Kähkönen                     | Lakanasiivet                            | Finnisch             |                                                                                     |
| 2009 | Arne Nevanlinna                    | Marie                                   | Finnisch             | Marie (Köln 2011, Bastei Lübbe, ISBN 978-3-7857-2427-9)                             |
| 2010 | Kristina Carlson                   | Herra Darwinin puutarhuri               | Finnisch             |                                                                                     |
| 2011 | Tuomas Kyrö                        | Mielensäpahoittaja                      | Finnisch             | Der Grantige (Berlin 2017, List, ISBN 978-3-471-35153-6)                            |
| 2012 | Katja Kettu                        | Kätilö                                  | Finnisch             | Wildauge (Köln 2014, Kiepenheuer & Witsch, ISBN 978-3-86971-082-2)                  |
| 2013 | Aki Ollikainen                     | Nälkävuosi                              | Finnisch             | Das Hungerjahr (Berlin 2013, Transit, ISBN 978-3-88747-289-4)                       |
| 2014 | Pauliina Rauhala                   | Taivaslaulu                             | Finnisch             |                                                                                     |
| 2015 | Tommi Kinnunen                     | Neljäntienristeys                       | Finnisch             | Wege, die sich kreuzen (München 2018, DVA, ISBN 978-3-421-04771-7)                  |
| 2016 | Kaj Korkea-aho                     | Onda boken                              | Schwedisch           | Das böse Buch (Köln 2017, Bastei Lübbe, ISBN 978-3-7325-3999-4)                     |
| 2017 | Minna Rytisalo                     | Lempi                                   | Finnisch             | Lempi, das heißt Liebe (München 2018, Hanser, ISBN 978-3-446-26004-7)               |
| 2018 | Heidi Köngäs                       | Sandra                                  | Finnisch             |                                                                                     |
| 2019 | Satu Vasantola                     | En palaa takaisin koskaan, luulen       | Finnisch             |                                                                                     |
| 2020 | Antti Rönkä                        | Jalat ilmassa                           | Finnisch             |                                                                                     |
| 2021 | Selja Ahava                        | Nainen joka rakasti hyönteisiä          | Finnisch             |                                                                                     |
| 2022 | Anneli Kanto                       | Rottien pyhimys                         | Finnisch             |                                                                                     |
| 2023 | Maria Turtschaninoff               | Arvejord                                | Schwedisch           |                                                                                     |